# Pakenham
Pakenham (19 644 habitants) est une ville de l'État de Victoria en Australie à 56 kilomètres au sud-est de Melbourne.
De par sa proximité avec Melbourne, la ville est en pleine croissance. Elle héberge le siège du conseil de la Zone d'administration locale (LGA) du comté de Cardinia.
La ville doit son nom au général britannique Sir Edward Pakenham (1778-1815), qui s'illustra pendant la Guerre d'indépendance espagnole et qui fut tué à la bataille de La Nouvelle-Orléans.
Elle est située sur la voie de chemin de fer reliant Melbourne à Gippsland et sur la route Princes Highway. Une déviation a été mise en service au deuxième semestre 2007.

## Événements
Les habitants de cette localité ont ressenti le tremblement de terre de magnitude 5,2 à 5,4 avec des répliques à 3,1, qui secoua le Victoria le 19 juin 2012,.